# Лаазі (природна територія)
Приро́дна терито́рія Ла́азі (ест. Laasi loodusala) — природоохоронна територія в Естонії, у волості Ляене-Сааре повіту Сааремаа. Входить до Європейської екологічної мережі Natura 2000.
Загальна площа — 8,8 га.
Територія утворена 16 грудня 2010 року.

## Розташування
Поблизу природної області розташовується село Миннусте: .

## Опис
Метою створення об'єкта є збереження 2 типів природних оселищ (Директива 92/43/ЄЕС, Додаток I):
| Код   | Тип оселища                                                | Площа, га |
| ----- | ---------------------------------------------------------- | --------- |
| 6280* | Північні альвари та плоскі скелі з докембрійських вапняків | 5,3       |
| 9070  | Феноскандійські заліснені пасовища                         | 3,2       |